# 神奈川県立大楠高等学校
神奈川県立大楠高等学校（かながわけんりつ おおぐすこうとうがっこう、英: Kanagawa Prefectural Ogusuku High School）は、かつて神奈川県横須賀市荻野にあった公立の高等学校。神奈川県立横須賀明光高等学校との統合により、2020年（令和2年）3月末に閉校した。

## 概要
1980年（昭和55年）、地域からの要望で創立され、普通科設置。創立30周年を間近にした、2009年（平成21年）度から県教育委員会の指定を受け、田奈高校、釜利谷高校とともにクリエイティブスクールとしての教育活動を展開している。すべての授業を30人以下の少人数で行い、基礎的な学力を養う「総合基礎」や社会人としての素養を養う「社会実践」、朝10分間の「朝学習」等を必修にしている。
入学者選抜は独自方式で、前期選抜、後期選抜ともに学力検査を行わず、中学校からの調査書の5段階評定も判定資料としない。前期選抜の募集割合は80%と従来の県立高校の募集枠の上限50%を超えて募集している。前期選抜の面接の参考とする自己PR書の提出は求めず、事前に公表する課題に対するレポートを出願時に提出し、面接の中で1分程度のプレゼンテーションを行う。後期選抜では面接に加えて「自己表現活動」という独自の試験を実施している。

## 沿革
- 1980年（昭和55年） - 創立
- 2009年（平成21年）4月1日 - クリエイティブスクール化
- 2020年（令和2年）3月31日 - 神奈川県立横須賀明光高等学校と統合し、神奈川県立横須賀南高等学校となり閉校。

## 校舎
校舎は一般的なものであるが、中庭がヨーロッパ風に造られているのが特徴である。また正門の正面にはクスノキが植えられており、シンボル視されている。

## アクセス
- 京浜急行バス「鹿島」停留所 徒歩7分、「市民病院前」停留所 徒歩9分、「林」停留所 徒歩15分

## 出身者
- 今関勝（元プロ野球選手）
- 菅原将志（日英同時通訳者）